# Carlo Chiarlo
Carlo Chiarlo (né le 4 novembre 1881 à Pontremoli, dans la province de Massa-Carrara en Toscane (Royaume d'Italie) et mort le 21 janvier 1964 à Lucques) est un prélat italien, fonctionnaire de la Curie romaine.

## Biographie
Carlo Chiarlo fait ses études à l'université dominicaine de Rome avant d'être ordonné prêtre en 1904.
Il entre au sein du service diplomatique du Vatican en 1917, devient archevêque titulaire d'Amida (de) en 1928 et nonce apostolique en Bolivie (en), au Costa Rica (en) et au Nicaragua (en), délégué apostolique au Guatemala (en) et internonce au Salvador et au Honduras (en) en 1932, puis au Panama (en) en 1933. Il retourne à Rome de la Seconde Guerre mondiale, avant de se rendre au Brésil (en), où il sert avec renommée entre 1946 et 1954.
Carlo Chiarlo est créé cardinal par le pape Jean XXIII lors du consistoire du 15 décembre 1958.

## Succession apostolique
Carlo Chiarlo a ordonné les évêques suivants :
- Évêque Berthold Bühl (de), O.F.M. (1931)
- Évêque Tomás Aspe, O.F.M. (1931)
- Évêque Karl Albert Wollgarten (de), C.M. (1935)
- Évêque Johann Paul Odendahl Metz (es), C.M. (1938)
- Archevêque Víctor Manuel Sanabria Martínez (es) (1938)
- Évêque Abel Ribeiro Camelo (de) (1946)
- Cardinal Alfredo Vicente Scherer (1947)
- Archevêque Geraldo de Proença Sigaud, S.V.D. (1947)
- Évêque Anselmo Pietrulla (de), O.F.M. (1948)
- Évêque Wunibald Talleur (de), O.F.M. (1948)
- Évêque Carlos Eduardo de Saboia Bandeira de Melo (pt), O.F.M. (1948)
- Évêque Manuel Könner (de), S.V.D. (1948)
- Évêque Antônio de Castro Mayer (1948)
- Archevêque Orlando Chaves (pt), S.D.B. (1948)
- Archevêque Antônio de Almeida Moraes Junior (de) (1948)
- Évêque Inácio João Dal Monte, O.F.M.Cap. (1949)
- Évêque Josef Domitrovitsch (de), S.D.B. (1950)
- Évêque Luís António Palha Teixeira (de), O.P. (1951)
- Évêque José de Almeida Batista Pereira (de) (1954)